# Dorchester County (Maryland)
Das Dorchester County ist ein County im US-Bundesstaat Maryland. Der Verwaltungssitz (County Seat) ist Cambridge. Bei der Volkszählung im Jahr 2020 hatte das County 32.531 Einwohner und eine Bevölkerungsdichte von 22,5 Einwohnern pro Quadratkilometer.
Partnerkreis ist seit dem 6. Juni 2005 der Kreis Düren, Nordrhein-Westfalen. Initiiert wurde die Partnerschaft durch die Firma GKD Gebrüder Kufferath, die in dem US-amerikanischen County ein Zweigwerk unterhält.

## Geographie

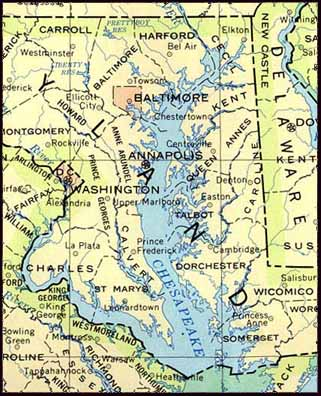
Die Chesapeake Bay mit dem Dorchester County

Das County liegt auf der Delmarva-Halbinsel am Ostufer der Chesapeake Bay und grenzt im Nordosten an Delaware. Es hat eine Fläche von 2546 Quadratkilometern, wovon 1102 Quadratkilometer Wasserfläche sind. Angrenzende Countys sind:
| Talbot County | Caroline County | Sussex County (Delaware) |
|               |                 | Wicomico County          |
|               |                 | Somerset County          |

## Geschichte

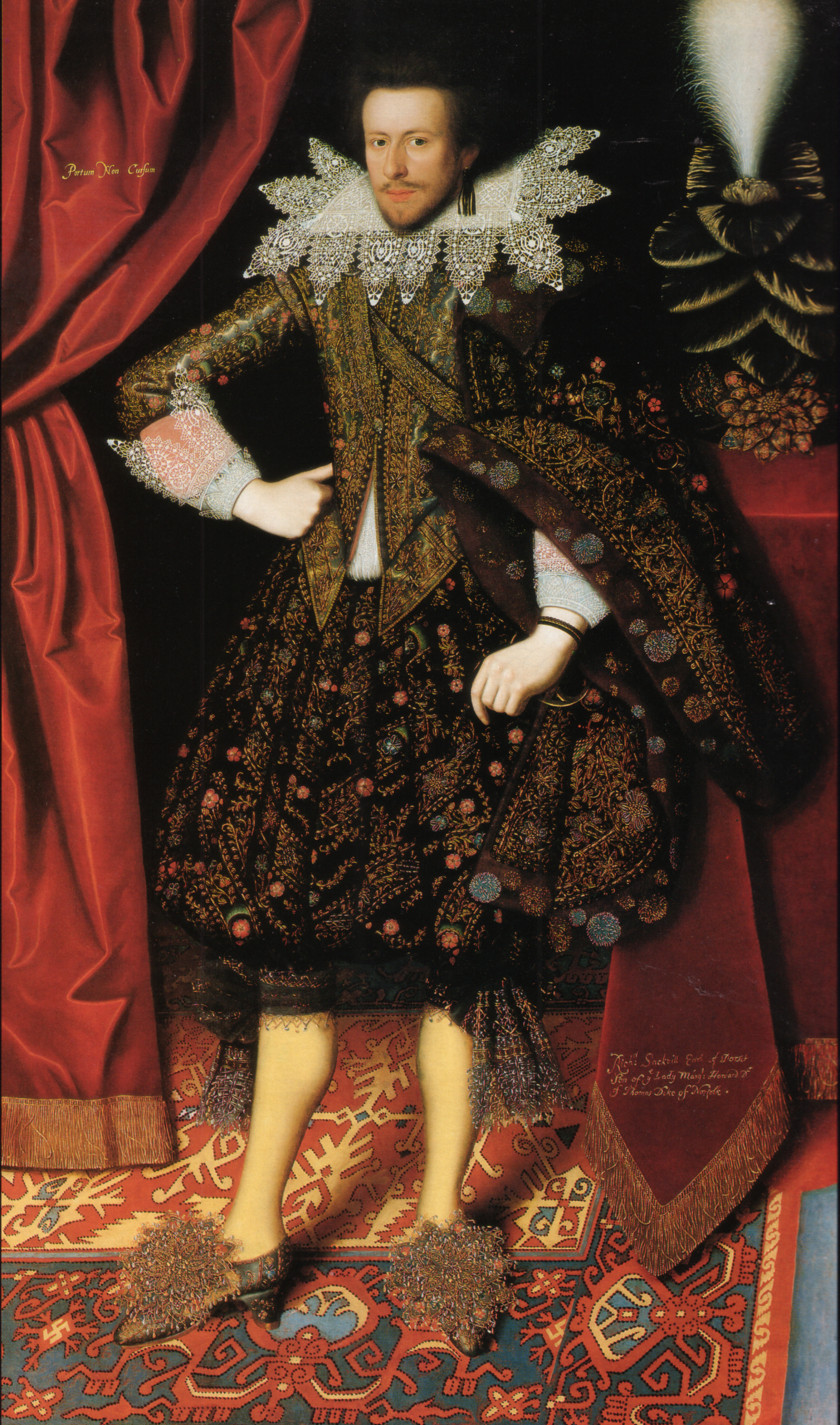
4. Earl of Dorset

Das Dorchester County wurde 1668 auf damals als unorganisiert bezeichnetem Indianerland gebildet. Benannt wurde es nach  Edward Sackville, 4. Earl of Dorset, einem englischen Adligen.

26 Bauwerke und Stätten des Countys sind im National Register of Historic Places eingetragen (Stand 13. November 2017).

## Demografische Daten
Nach der Volkszählung im Jahr 2000 lebten im Dorchester County 30.674 Menschen in 12.706 Haushalten und 8.500 Familien. Die Bevölkerungsdichte betrug 21 Personen pro Quadratkilometer. Ethnisch betrachtet setzte sich die Bevölkerung zusammen aus 69,4 Prozent Weißen, 28,4 Prozent Afroamerikanern, 0,2 Prozent amerikanischen Ureinwohnern, 0,7 Prozent Asiaten und 0,4 Prozent aus anderen ethnischen Gruppen; 0,9 Prozent stammten von zwei oder mehr Ethnien ab. Unabhängig von der ethnischen Zugehörigkeit waren 1,3 Prozent der Bevölkerung spanischer oder lateinamerikanischer Abstammung.
Von den 12.706 Haushalten hatten 27,3 Prozent Kinder unter 18 Jahren, die mit ihnen lebten. 47,5 Prozent waren verheiratete, zusammenlebende Paare, 15,5 Prozent waren allein erziehende Mütter und 33,1 Prozent waren keine Familien. 13,3 Prozent aller Haushalte waren Singlehaushalte und in 5,2 Prozent lebten Menschen im Alter von 65 Jahren oder darüber. Die durchschnittliche Haushaltsgröße lag bei 2,36 und die durchschnittliche Familiengröße bei 2,86 Personen.
23,3 Prozent der Bevölkerung war unter 18 Jahre alt, 6,7 Prozent zwischen 18 und 24, 26,8 Prozent zwischen 25 und 44, 25,5 Prozent zwischen 45 und 64 Jahre alt und 17,7 Prozent waren 65 Jahre oder älter. Das Durchschnittsalter betrug 41 Jahre. Auf 100 weibliche kamen statistisch 89,8 männliche Personen und auf 100 Frauen im Alter von 18 Jahren oder darüber kamen 86,4 Männer.

Das durchschnittliche Einkommen eines Haushaltes betrug 34.077 USD, das einer Familie 41.917 USD. Männer hatten ein durchschnittliches Einkommen von 29.014 USD, Frauen 22.284 USD. Das Prokopfeinkommen lag bei 18.929 USD. Etwa 10,1 Prozent der Familien und 13,8 Prozent der Bevölkerung lebten unterhalb der Armutsgrenze.

## Wirtschaft
Da das County von Wasser umgeben ist, wird hier Fischerei und Austernzucht betrieben. Der Tourismus befindet sich im Aufbau.

## Städte und Gemeinden
| - Cambridge - Brookview - Church Creek | - East New Market - Eldorado - Galestown | - Hurlock - Secretary - Vienna |